# Federação Cazaque de Hóquei no Gelo
A Federação Cazaque de Hóquei no Gelo é o órgão que dirige e controla o hóquei no gelo do Cazaquistão, comandando as competições nacionais e a seleção nacional. O Cazaquistão entrou para a Federação Internacional de Hóquei no Gelo em maio de 1992, após o país ter-se desmembrado da União Soviética. Desde então, já registrou cerca de 6500 jogadores. 